# Paul Berry (cầu thủ bóng đá, sinh năm 1978)
Paul Berry là một cầu thủ bóng đá thi đấu ở vị trí tiền vệ ở Football League cho Chester City.